# Aldeia do Meco
Meco é uma aldeia da freguesia do Castelo, concelho de Sesimbra, Distrito de Setúbal, situada muito perto de Alfarim. Em 2001, a aldeia tinha uma área de 1,1 Km2, tem 339 habitantes e possui 205 habitações.
Tradicionalmente, a principal atividade é a agricultura, sendo que é muito procurada por turistas e passeantes pelo facto de se encontrar muito perto da famosa Praia do Meco.
É perto da aldeia que já foi e, de momento, é organizado o Super Bock Super Rock.